# Sievering
Sievering ist heute ein Stadtteil Wiens im 19. Wiener Gemeindebezirk Döbling und setzt sich aus den bis 1892 eigenständigen Gemeinden Unter- und Obersievering zusammen. Unter- und Obersievering gehören heute zu den 89 Wiener Katastralgemeinden.

## Geographie

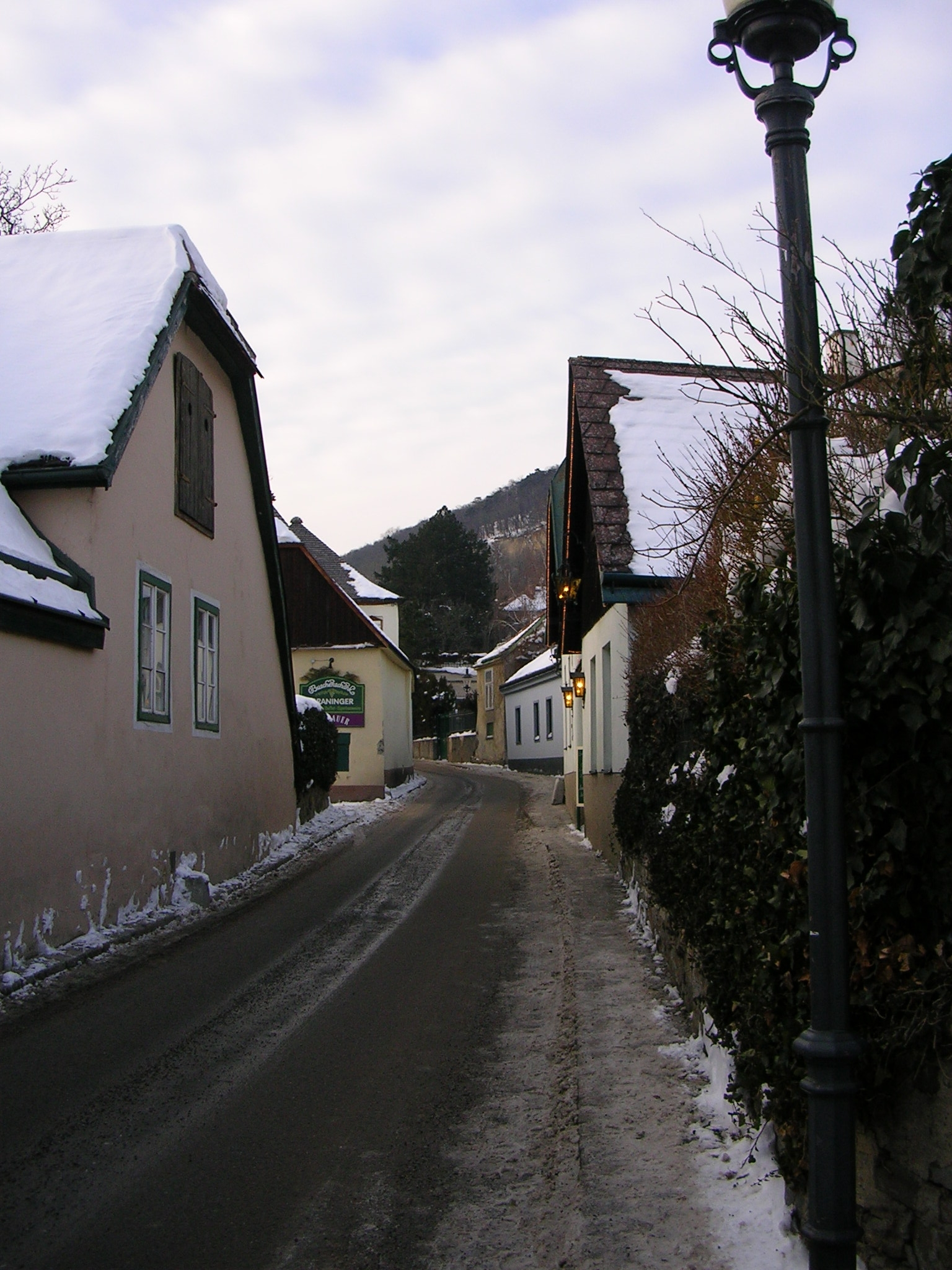
Weinhauerstraße in Obersievering

Sievering entwickelte sich entlang des Arbesbaches (Erbsenbach). Die später erfolgte Teilung des Ortes orientierte sich am Bachverlauf. So liegt Obersievering am Oberlauf des Baches zwischen Schenkenberg und Hackenberg, auf dem sich auch der Sieveringer Friedhof befindet, Untersievering am Unterlauf südlich des Meiselbergs. Ursprünglich lag zwischen den beiden Sieverings auch noch die Wüstung Mitterhofen, die den ältesten Teil des Ortes bildet. Die Häusergruppe um die ursprüngliche Kapelle ging jedoch in den beiden Orten auf. Die am südwestlichen Abhang des Hackenberges gelegene Wüstung Chlaintzing existierte vermutlich nur bis ins 14. Jahrhundert. Wassermangel dürfte die Bewohner zur Anlage von Neustift am Walde gebracht haben. Ursprünglich waren in beiden Ortsteilen grundherrliche Meierhöfe vorhanden, um die sich die Weinbauern als Untertanen der Gutsherren ansiedelten. Wahrscheinlich im 12. Jahrhundert entstanden um die Meierhöfe Dörfer. Im Jahre 1330 wird Ober- und Under Sufferingen erstmals getrennt angeführt (Stiftungsurkunde der Sieveringer Kirche). Welcher der beiden früher entstand ist unklar. Die Sieveringer Kirche lag an der Grenzscheide beider Orte. Als die Dörfer über die Jahrhunderte wuchsen, wuchsen beide Häuserzeilen zu einem langgestreckten Straßendorf zusammen. Die heutigen Katastralgemeinden Untersievering und Obersievering erstrecken sich gemeinsam über eine Fläche von 433,04 ha. Unter dem Namen Sievering existiert ferner ein aus zwei Zählsprengeln bestehender Zählbezirk der amtlichen Statistik, dessen Grenzverlauf jedoch nicht mit jenem der Katastralgemeinden ident ist.

## Geschichte

### Namensherkunft

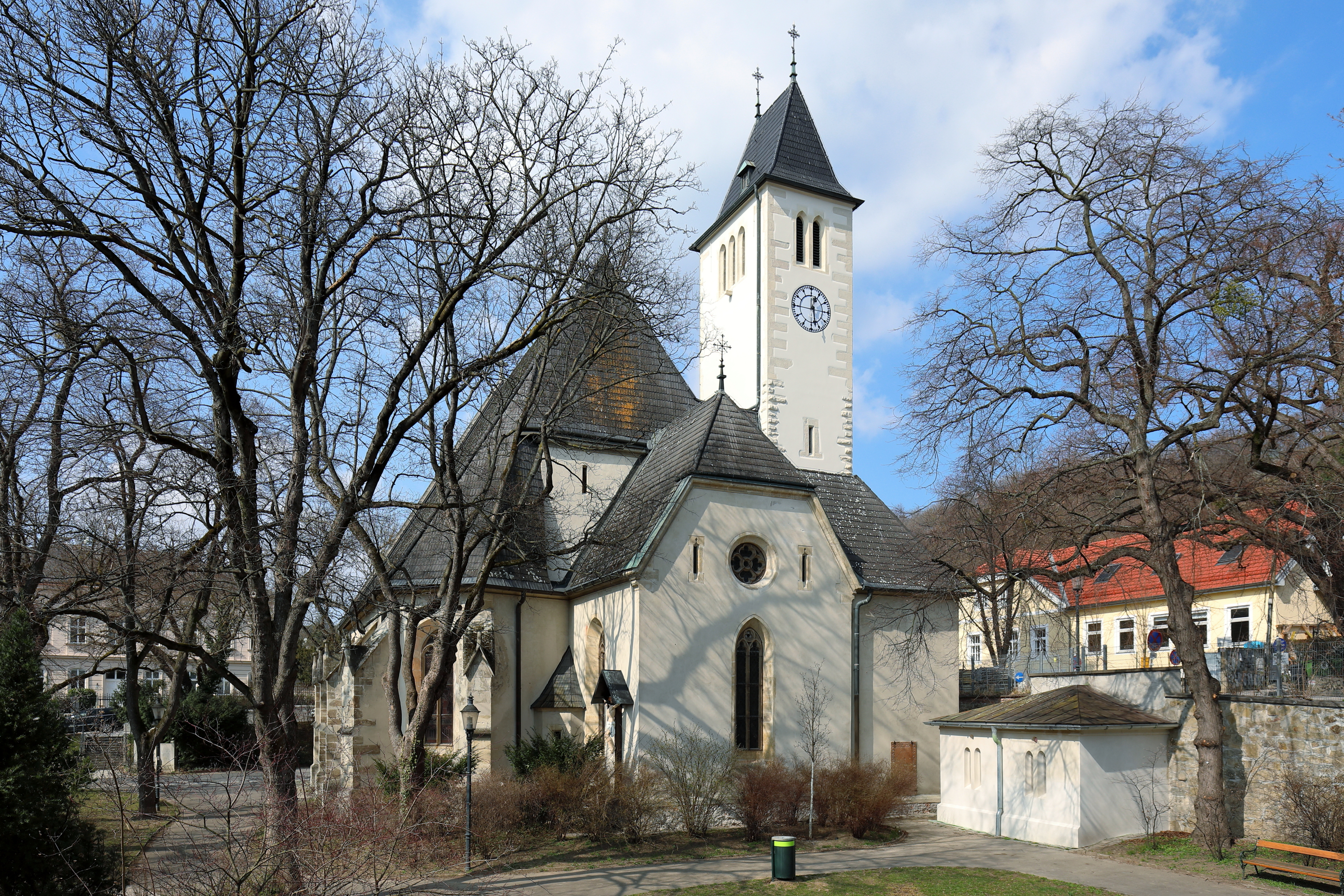
Sieveringer Pfarrkirche

Erstmals urkundlich erwähnt wurde Sievering im Jahr 1114 als Sufringen. Später wurde der Name schließlich über Suueringan und Sivring zu Sievering. Bei dem Ortsnamen handelt es sich um einen echten -ing-Namen, bedeutet also bei den Leuten, die zu einem Mann mit dem Namen Suver(o)/Sufr gehören. Wohl bereits im Mittelalter wurde jedoch der Name dann auf den Hl. Severin (Severin von Noricum, † 482) bezogen, der im Frühmittelalter in der Umgebung missioniert haben soll. Das Wappen der Gemeinde zeigt den Heiligen und die Sieveringer Pfarrkirche ist ihm geweiht.

### Sievering bis zur Neuzeit
In Sievering befand sich zur Römerzeit ein großer Steinbruch, dessen Steine für das Militärlager Vindobona verwendet wurden. Mit Sicherheit bestand dort auch eine größere Arbeitersiedlung. 1896 wurde in der Sieveringer Straße 132 auch ein Mithrasaltar gefunden, der von einem Soldaten der 10. Legion gestiftet worden war. Heute befindet sich der Altar im Historischen Museum der Stadt Wien. Die Bewohner im Mittelalter waren wiederum Bauern, die im Wesentlichen für den Eigenbedarf produzierten. Für den Verkauf wurde Wein angebaut. 1134 übergab Leopold III. den Ort dem Stift Klosterneuburg. Im 14. Jahrhundert erfolgte die Trennung des Ortes nach dem Lauf des Arbesbaches. 1330 ist diese erstmals urkundlich festgehalten. Im 15. Jahrhundert ging der Besitz wieder an den Landesfürsten zurück. Nach wechselnden Besitzern kamen die beiden Orte letztlich an die Wiener Hofkammer. Bereits 1330 ist eine Kapelle belegt, die dem heiligen Andreas geweiht war. Zur Sieveringer Pfarrkirche wurde der Bau bereits 1348 erhoben. Erster Pfarrer war Jacob de Medlaer aus dem Weltpriesterstand. Erst 1510 übernahm das Stift Klosterneuburg die Pfarre.

### Sievering bis zum 19. Jahrhundert

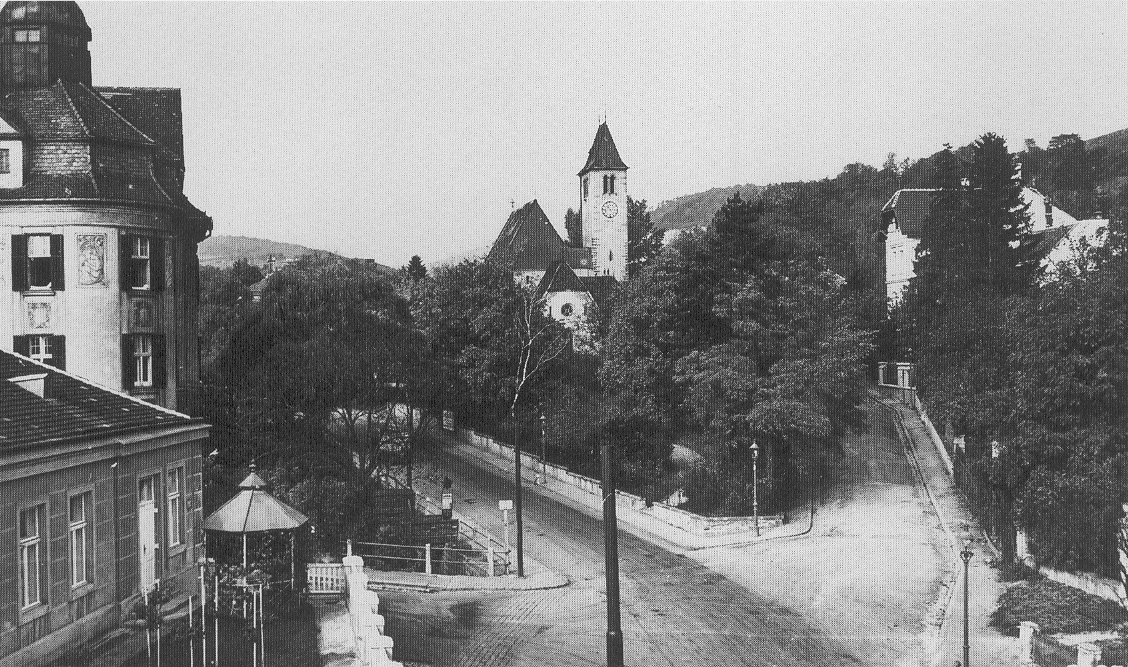
Sieveringerstraße/Ecke Fröschlgasse 1915

Sievering litt ähnlich wie die umliegenden Orte stark unter den Türkenkriegen, die die Entwicklung hemmten. 1634 wechselten die beiden Orte erneut den Besitzer. Obersievering kam an die Kamaldulenser vom Kahlenberg, Untersievering an das Stift Gaming. Als 1713 die Pest nach Wien kam, litt Sievering besonders stark unter der Krankheit. In Ober-Sievering waren 30 von 33 Häusern verseucht, in Unter-Sievering 32 von 34. Insgesamt starben in Sievering 267 Menschen an der Pest. In der Folge entwickelten sich die beiden Orte unterschiedlich stark. Wegen der schlechten Verkehrsanbindung und des kühleren, feuchten Wetters entwickelte sich Obersievering viel schlechter als Untersievering. 1767 hatte Obersievering immerhin noch aus 41 Häusern und 26 Hofstätten bestanden, Untersievering konnte nur 5 Hofstätten aufweisen. Dennoch hatte Untersievering 1819 bereits den oberhalb gelegenen Ort überholt. Untersievering beherbergte in 56 Häusern 467 Einwohner, in Obersievering lebten in 52 Häusern 377 Menschen. Nach 1789 errichteten Private "am Himmel" Wasserleitungen und Teiche, pflanzten Obstbäume, betrieben Schafzucht und errichteten einen Park und eine Meierei. 1832 vereinigte schließlich der Holzhändler Josef Müller die beiden Orte wieder in einer Hand und verkaufte sie später an Anton Edler von Wirth, der 1824 auch Oberdöbling ersteigert hatte.

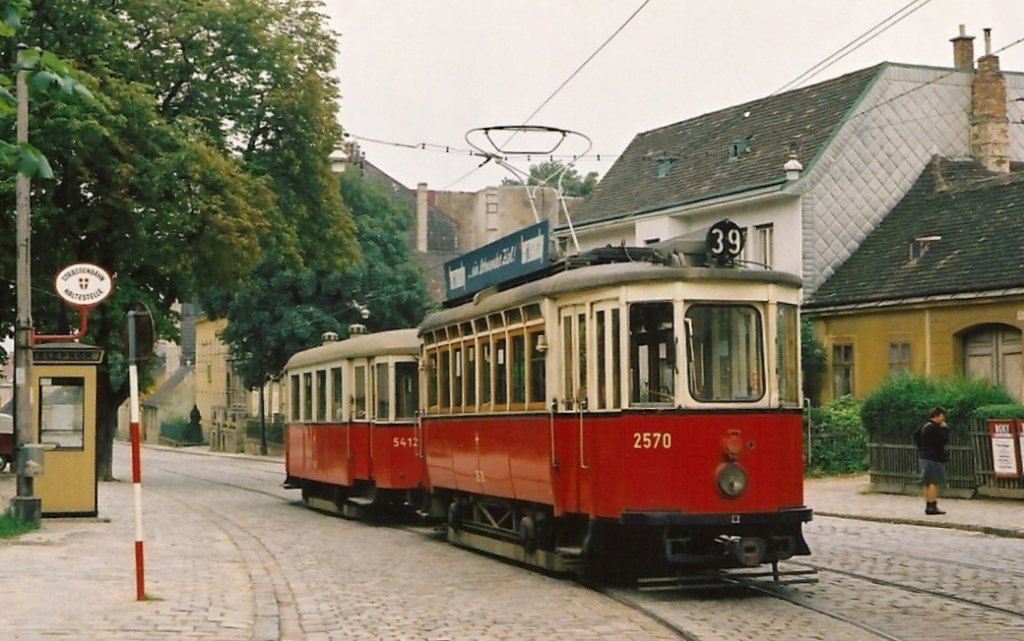
Straßenbahnendstation in Sievering, 1969

Als der Ort 1892 gemeinsam mit Unterdöbling, Oberdöbling, Heiligenstadt, Nußdorf, Grinzing, Josefsdorf und dem Kahlenbergerdorf nach Wien eingemeindet wurde, hatte Obersievering 626 Einwohner, Untersievering 1996 Einwohner. Obersievering bestand dabei aus 78, Untersievering aus 214 Häusern. Um 1900 erfolgte die Verbauung der unteren Sieveringer Straße mit großen Zinshäusern. 1902 wurde die inzwischen eingestellte Straßenbahnlinie 39 nach Sievering errichtet. Allmählich begann auch die Verbauung der umliegenden Hügel. Dennoch sind die beiden alten Ortskerne von Unter- und Obersievering heute noch gut erkennbar.

## Wirtschaft

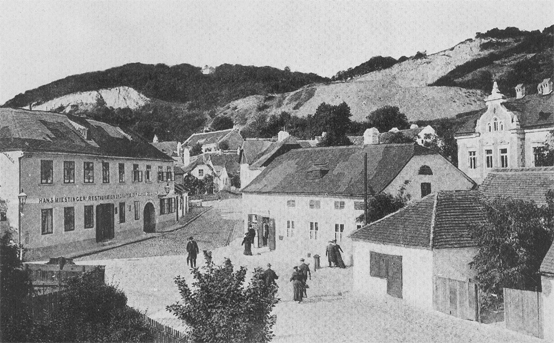
Restaurant zur Agnes 1910 (Obersievering)

Beide Teile von Sievering hatten Anfang des 19. Jahrhunderts große Rebflächen. Im etwas kleineren Untersievering war die Hälfte der Nutzfläche von Weingärten bedeckt, ein Drittel machten Ackerflächen aus. In Obersievering waren es immerhin noch 28 Prozent Rebflächen, gefolgt von 20 Prozent Wald und je etwa 15 Prozent Wiesen bzw. Äckern. Von Bedeutung war der Sieveringer Steinbruch, der schon seit der Römerzeit bestand und dem Wiener Magistrat gehörte. Er lieferte bis 1921 Pflaster- und Schleifsteine.
Anders als das naheliegende Grinzing oder Neustift am Walde war Sievering lange Zeit kaum als Sommerfrischeort geschätzt. Zudem entwickelten sich die Trauben im kühleren Bachtal langsamer als auf den umliegenden Hügeln. Bis weit ins 19. Jahrhundert war Sievering zudem nur schlecht durch Straßen mit der Umgebung verbunden. Allmählich siedelten sich aber auch hier Gewerbetreibende an und 1837 verband man Sievering erstmals durch eine Stellwagenlinie mit Wien. 1875 begann zudem die Verbauung Untersieverings, die allmähliche Einwölbung des Arbesbaches schützte vor Überschwemmungen.
Ein wichtiger Betrieb war ein 1897 durch den Zimmermeister Wenzl Hartl gegründetes Dampfsägewerk in der Sieveringer Straße 2. Zusammen mit dem Baumeistergewerbe wuchs der Betrieb rasch, wurde jedoch 1948 nach Niederösterreich verlegt. Auf dem Grundstück entstanden Reihenhäuser und das Franz Josef Hotel. Zum größten Betrieb Sieverings wurde jedoch die 1904 in der Weinberggasse gegründete Automobilfabrik Gräf & Stift, die Autos, Lastkraftwagen und Busse produzierte. Nach der etappenweise Verlegung der Produktion ins Werk Liesing wurde das Grundstück mit Wohnhäusern verbaut.

## Sehenswürdigkeiten

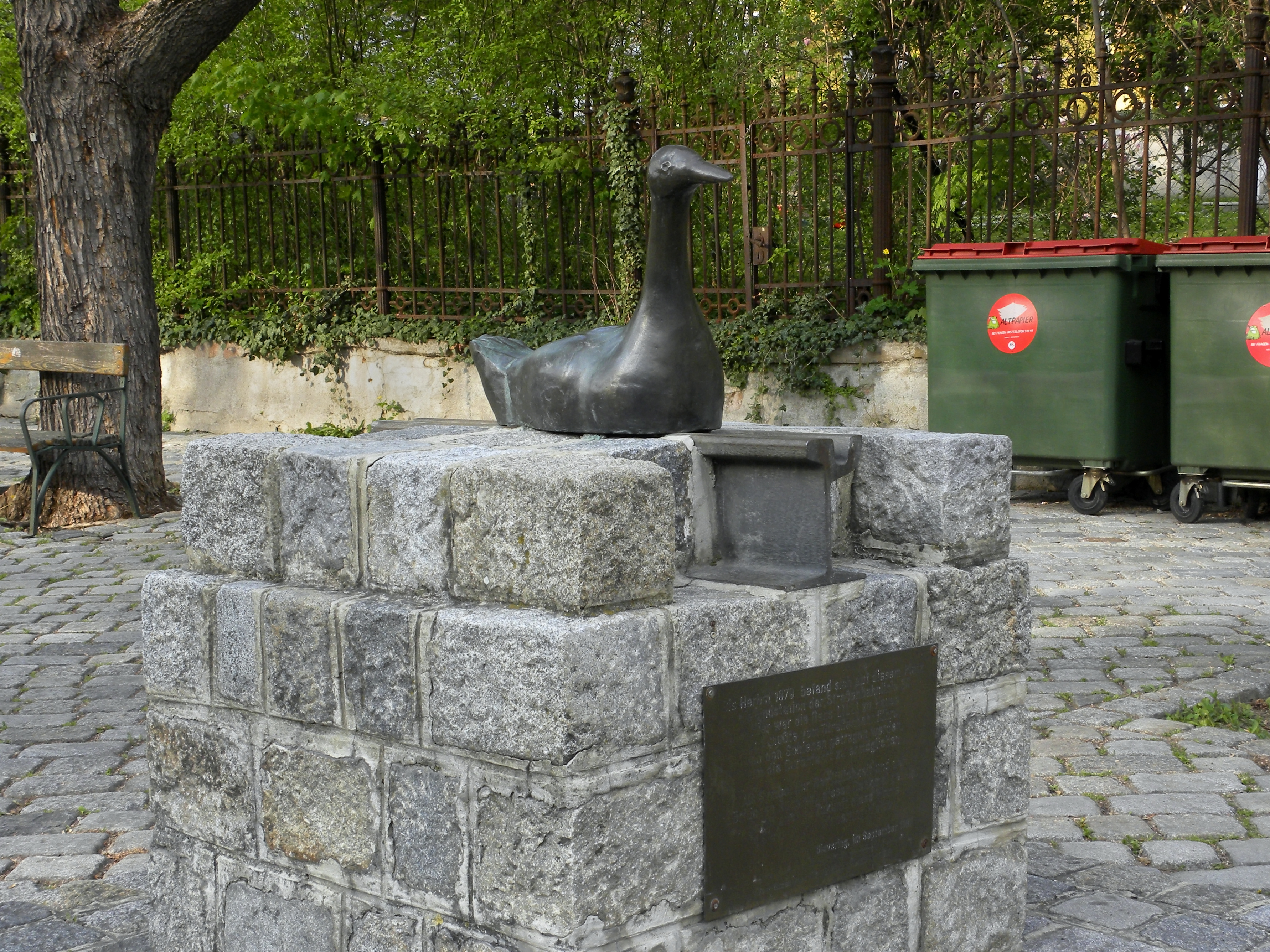
Das Denkmal der Gans Lilli

Für die zentralen Bereiche von Ober- und Untersievering ist jeweils von der Stadt Wien eine bauliche Schutzzone ausgewiesen, die von Untersievering umfasst auch die Gegend beim Sonnbergmarkt.
- Sieveringer Pfarrkirche
- Agnesbründl (früher auch: Lotteriebrünnl sowie Jungfernbrünnl),[4] ein sagenumwobener Brunnen des Mittelalters, geographisch bereits in Niederösterreich, jedoch historisch zu Sievering zu rechnen.
- Denkmal der Gans Lilli, als Symbol für die dörfliche Ruhe und Gemütlichkeit in Sievering. Die Gans Lilli verbrachte ihr Leben auf den Schienen der bis 30. August 1970 in Sievering endenden Straßenbahnlinie 39, von wo sie der Fahrer stets wegtragen musste, um die Weiterfahrt zu ermöglichen.[5]
- Drei-Kugel-Schachinger
- Pestsäule Agnesgasse, siehe Sieveringer Pfarrkirche
- Sieveringer Steinbruch
- Sisi-Kapelle, eine Kapelle am Pfaffenberg

## Persönlichkeiten
- Ferdinand von Rezniček (1868–1909), österreichischer Maler, Zeichner und Illustrator
- Anton Karas (1906–1985), österreichischer Zitherspieler, Komponist (Filmmusik zu Der dritte Mann) und Gastwirt